# Princess Charming (Fernsehserie)
Princess Charming ist eine philippinische TV-Drama-Serie aus dem Jahr 2007, die von GMA Network ausgestrahlt wurde. Unter der Regie von Argel Joseph spielt Krystal Reyes die Titelrolle. Sie feierte ihre Premiere am 29. Januar 2007 in der Reihe Dramarama sa Hapon des Senders. Die Serie endete am 27. April 2007 mit insgesamt 63 Episoden. Sie wurde durch Sinasamba Kita auf dem gleichen Sendeplatz ersetzt.

## Handlung
Als die wohlhabende Doña Amparo de Saavedra eine Wahrsagerin wegen ihrer geschäftlichen Unternehmungen konsultiert, warnt diese sie, dass ihre, noch ungeborenen, Enkelin ihr zum Verhängnis werden würde. Amparo tauscht ihre kleine Enkelin, die durch ein großflächiges Feuermal im Gesicht entstellt ist, im Krankenhaus aus und gibt sie einer anderen Frau. Da ihre Schwiegertochter das Kind unter Narkose bekommen hatte, konnte ihr der Austausch nicht auffallen. Das hübsche Kind wächst als „Prinzessin“ und das „hässliche“ Kind in ärmlichen Verhältnissen als „Charming“ auf, bis ihre Wege trotz aller Intrigen von Doña Amparo zueinander finden und sie ihre leiblichen Eltern in die Arme schließen können.

## Hintergrund
Die Serie handelt von zwei Kindern, die zwar in zwei verschiedenen Welten aufwachsen, aber dennoch die gleichen Hoffnungen und Träume haben. Trotz des Einflusses einer Frau, die über alles die Kontrolle haben will – auch über ihr Glück, dass angeblich durch ihre neu geborenen Enkelin gefährdet ist, lässt sich das Schicksal nicht ewig manipulieren.

## Auszeichnungen
- 21st PMPC Star Awards for Television als Best Daytime Drama Series[2]